# Carl-Duisberg-Plakette
Die Carl-Duisberg-Plakette ist ein seit 1953 von der Gesellschaft Deutscher Chemiker (GDCh) in unregelmäßigen Abständen verliehener Preis für besondere Verdienste um die Förderung der Chemie und der Ziele der GDCh. Der Preis ist mit einer Goldplakette verbunden und wurde von der Bayer AG gestiftet. Er ist zu Ehren von Carl Duisberg benannt.
Er ist nicht mit dem Carl-Duisberg-Gedächtnispreis zu verwechseln, der ebenfalls von der GDCh verliehen wird.

## Preisträger
- 1953 Theo Goldschmidt, Essen; Karl Ziegler, Mülheim/Ruhr
- 1956 Ernst Kuss, Duisburg
- 1958 Ulrich Haberland, Leverkusen
- 1960 Otto Bayer, Leverkusen
- 1963 Wilhelm Klemm, Münster
- 1965 Carl Wurster, Ludwigshafen
- 1968 Karl Winnacker, Frankfurt am Main
- 1970 Heinrich Schackmann, Duisburg
- 1972 Rudolf Wolf, Frankfurt am Main
- 1973 Adolf Steinhofer, Ludwigshafen
- 1976 Rolf Sammet, Frankfurt/Main
- 1977 Wilhelm Nils Fresenius, Wiesbaden
- 1980 Heinrich Hellmann, Marl
- 1982 Klaus Weissermel, Frankfurt/Main
- 1986 Karl-Ernst Quentin, München
- 1988 Kurt Hansen, Leverkusen
- 1989 Jan Thesing, Darmstadt
- 1991 Wolfgang Fritsche, Frankfurt/Main
- 1992 Eberhard Weise, Monheim
- 1993 Ernst Biekert, Limburgerhof
- 1997 Heribert Offermanns, Frankfurt/Main
- 2000 Gottfried Märkl, Regensburg
- 2005 Annie Dalbéra, Paris, Karlheinz Schmidt, Bonn
- 2010 Wolfgang Flad, Stuttgart
- 2012 Günther Gauglitz, Tübingen
- 2013 Eva E. Wille, Weinheim
- 2019 Reinhard Zellner, Essen; Christoph Meinel, Regensburg
- 2025 Karl Arnold Reuter, Freiburg[1]